# ウィリアム・シェイ
ウィリアム・アルフレド・シェイ（William Alfred Shea, 1907年6月21日 - 1991年10月2日）は、アメリカ合衆国ニューヨーク州ニューヨーク出身の弁護士。

## 経歴
ニューヨーク大学を卒業後、ジョージタウン大学と同大学のローセンターを経て弁護士となった。
1958年、MLBではジャイアンツがサンフランシスコへ、ドジャースがロサンゼルスへと移転し、ニューヨークからナショナルリーグ所属の2球団が消えた。そこでアメリカンリーグ、ナショナルリーグに次ぐ大リーグ「第3のリーグ」として、ドジャースのオーナーであるブランチ・リッキーが「コンチネンタル・リーグ」の創設を提唱すると、シェイはその計画に乗じてニューヨークに新球団設置が決まった。ただし、やがてシェイはこのままメジャーリーグと張り合っても勝算が薄いと考え、リーグの撤退を決めた。
その後、先の新球団は1962年にニューヨーク・メッツの名で誕生する。そしてニューヨークにナ・リーグのチームを復活させたシェイの功績は、1964年に完成したメッツのホームグラウンドであるシェイ・スタジアムにその名を冠することで称えられた。

シェイの名前「SHEA」。
ニューヨーク・メッツの永久欠番扱いとして2008年指定。

シェイは1991年10月2日に脳卒中により死去。84歳没。翌1992年は、メッツはシーズン通して左袖に追悼のパッチをつけてプレイした。
2008年、シェイ・スタジアム最終年となったこの年よりメッツはシェイの苗字『SHEA』をもって永久欠番扱いとして顕彰した。